# 창원 성주사 석조석가삼존십육나한상
창원 성주사 석조석가삼존십육나한상(昌原 聖住寺 石造釋迦三尊十六羅漢像)은 대한민국 경상남도 창원시 천선동, 성주사에 있는 나한상이다. 2010년 3월 11일 경상남도의 유형문화재 제500호로 지정되었다.

## 개요
성주사의 영산전 내에 안치된 석조석가삼존십육나한상은 조성연대와 제작자를 정확히 알 수 없지만 권속일괄이 남아 있고 도상(圖像)이나 표현기법에서 조각승의 개성이 뚜렷해 18세기 경남지역 불교조각의 경향을 살펴보는데 자료적 가치가 크다.
석가모니불 등 삼존불은 석조형식에 옻칠하고 금박을 입힌 좌불상이다. 제1빈도라발라타시 등 나한상은 채색을 한 입상이며, 일부 나한 시동(侍童)은 좌상형태를 하고 있다.

## 참고 문헌
- 창원 성주사 석조석가삼존십육나한상 - 국가유산청 국가유산포털